# Amaxac de Guerrero
Amaxac de Guerrero è una città dello stato di Tlaxcala, nel Messico centrale, capoluogo della omonima municipalità.
La municipalità conta 9.875 abitanti (2010) e ha un'estensione di 11,50 km².
Il nome Amaxac de Guerrero è formato dalla parola Amaxac  che in lingua nahuatl significa luogo dove si dividono le acque, mentre la seconda parte ricorda il presidente Vicente Guerrero.